# Sorghof (Itzgrund)
Sorghof ist ein Gemeindeteil von Itzgrund im oberfränkischen Landkreis Coburg.

## Geografie
Die Einöde liegt etwa zwölf Kilometer südwestlich von Coburg an einem Hang. An Sorghof führt die Gemeindeverbindungsstraße von Welsberg nach Büdenhof vorbei. Westlich, in etwa 700 Meter Entfernung befindet, sich der Windpark Bürgerwald.

## Geschichte
Der Einzelhof war fast durchwegs eine Försterei. Namensgebend war die Flur Sorg. Im 16. Jahrhundert wurde der Ort „Sorg“ bezüglich Zinsen von einem halben Hof und einer Schäferei erstmals genannt. Um 1680 war die Bezeichnung „Sorghoff“ belegt. Im 18. Jahrhundert war der Hof zent-, zehnt- und fronfrei. 1833 bestand der Weiler aus vier Sölden und einem Stadel. 1854 besaß der Bankier Joel Jakob von Hirsch den Sorghof mit den dazugehörigen Grundstücken, wie dem Sorgacker, der Hof- oder Sorggrundwiese und dem Tropfhaus eines Bauern.
Seit 1848 gehörte Sorghof zur Landgemeinde Welsberg, die 1862 in das neu geschaffene bayerische Bezirksamt Staffelstein eingegliedert wurde. Im Jahr 1871 zählte der Weiler zwölf Einwohner und vier Gebäude. Die zuständige katholische Pfarrei und die Schule befanden sich im drei Kilometer entfernten Seßlach. Im Jahr 1900 umfasste die Landgemeinde, bestehend aus den Orten Welsberg, Sorghof und Büdenhof, eine Fläche von 358,62 Hektar, 190 Einwohner, von denen 182 evangelisch waren, und 37 Wohngebäude. In Sorghof lebten dreizehn Personen in zwei Wohngebäuden. Die evangelische Schule befand sich im 1,8 Kilometer entfernten Welsberg. Die Protestanten gehörten zum Sprengel der 2,3 Kilometer entfernten Pfarrei Schottenstein.
1925 hatte die Einöde vier Einwohner und ein Wohngebäude, 1950 zwei Einwohner. 1970 zählte Sorghof fünf Einwohner, 1987 war der Ort unbewohnt.
Am 1. Juli 1972 wurde der Landkreis Staffelstein aufgelöst. Seitdem gehört Sorghof zum Landkreis Coburg. Im Zuge der bayerischen Gebietsreform verlor die Gemeinde Welsberg am 1. Mai 1978 ihre Selbstständigkeit und wurde, wie ihre Ortsteile, die Einöden Büdenhof und Sorghof, ein Ortsteil der Gemeinde Itzgrund.